# لذت بسیار
لذتِ بسیار (ایتالیایی: Delizia) یک فیلم کمدی سکسی سبک ایتالیایی به کارگردانی جو داماتو است که در سال ۱۹۸۷ منتشر شد. از بازیگران فیلم می‌توان به تینی کانسینو، آدریانا روسو و لورا خمسر اشاره کرد.